# 大山豊 (俳優)
大山 豊（おおやま ゆたか、1928年12月5日 - ）は、日本の俳優、声優。東京府東京市（現：東京都）出身。

## 略歴
NHK福島放送劇団、劇団葦、三光事務所、俳優企画を経て東京俳優生活協同組合に所属していた。

## 人物
声種はハイバリトン。方言は福島弁。
趣味は海釣、登山。

## 出演作品

### テレビドラマ
- 特別機動捜査隊（NET）
  - 第349話「熱帯魚と女と犬」（1968年） - 深野
  - 第702話「消えた一千万円」（1975年） - 小栗
- 刑事くん 第1部（TBS）
  - 第2話「秋のあしおと」 - 仕立屋
  - 第46話「闇からの呼び声	」
- 土曜日の女シリーズ / 明日に喪服を（1973年、NTV）
- 闘え!ドラゴン 第16話「恐怖の闇道場」（1974年、12ch） - 村上
- 伝七捕物帳（1974年、NTV）
- 太陽にほえろ!（NTV）
  - 第153話「モナリザの想い出」（1975年） - 中沢保夫課長補佐
  - 第183話「金庫破り」（1976年） - 大曲料理教室社長
  - 第200話「すべてを賭けて」（1976年） - クリーニング屋店主
  - 第244話「さらば、スコッチ!」（1977年） - 医師
  - 第252話「鮫島結婚相談所」（1977年）
  - 第255話「本日多忙」（1977年） - クリーニング屋店主
  - 第265話「ゴリ、爆発!」（1977年）
  - 第278話「刑事嫌い」（1977年） - 空き巣事件の被害者
  - 第323話「愛は何処へ」（1978年） - アパート管理人
  - 第344話「射程距離」（1979年）
  - 第379話「旅の夢」（1979年） - 柏木マンション管理人
  - 第389話「心の重荷」（1980年） - 関根吾一
  - 第398話「名残り雪」（1980年）
  - 第431話「誰が彼を殺したか」（1980年） - 監察医
  - 第452話「山さんがボスを撃つ!?」（1981年） - 城東第二病院医師
  - 第459話「サギ師入門」（1981年） - 田上不動産の客
  - 第479話「怒りのラガー」（1981年） - 医師
  - 第506話「消えたロッキー」（1982年） - 工場長
  - 第510話「ラガーの大追跡」（1982年） - 医師
  - 第545話「さらば! ジプシー」（1983年）
  - 第606話「マミーの挑戦」（1984年） - 野次馬
  - 第621話「決闘」（1984年） - 警察中央病院医師
  - 第634話「パブロフの犬」（1985年） - 食堂主人
  - 第644話「七曲署全員出動・狙われたコンピューター」（1985年） - 寿司屋[要出典] ※ノンクレジット
- 傷だらけの天使 第19話「街の灯に桜貝の夢を」（1975年、NTV）
- 俺たちの旅 第4話「男の友情は哀しいのです」（1975年、NTV）
- 伝七捕物帳 第93話 「とかく浮世は色と金」（1975年、NTV）
- 江戸の旋風（1975年、CX）
- NHK特集 明治の群像 海に火輪を（1976年、NHK）
  - 第2話「大隈重信 〜明治14年の政変〜」 - 寺島宗則
  - 第5話「鹿鳴館 〜条約改正〜・後編」 - 西郷従道
  - 第7話「陸奥宗光 〜後編〜」 - 林董
- ほんとうに（1976年 - 1977年、TBS）
- 赤い月（1977年、NHK）
- 大江戸捜査網（12ch → TX）
  - 第291話「いのち笛を吹く殺し屋」（1977年）
  - 第365話「人質救出に賭けた夫婦の絆」（1978年）
  - 第387話「白頭巾参上辻斬り大追跡」（1979年）
  - 第401話「遊女が明かす連続爆破の謎」（1979年） - 中村玄斎
  - 第409話「さらば音次郎」（1979年）
  - 第423話「黒い傷痕に泣く女」（1979年） - 淡路屋
  - 第491話「銃口に立ち向かう男」（1981年）
  - 第495話「闇を裂く十手」（1981年）
  - 第517話「白い肌に咲く牡丹の刺青」（1981年）
  - 第543話「お市乱れ花 三味線殺法」（1982年）
  - 第568話「鈴の音はおんなの忍び泣き」（1982年）
  - 第593話「女を狩る通り魔 陶酔の宴」（1983年）
- 大都会シリーズ（NTV）
  - 大都会 PARTII（1977年） 
    - 第29話「17番ホールの標的」
    - 第37話「銀行ギャング 徳吉」 他、予告ナレーション（代役）

  - 大都会 PARTIII 第38話「国際密輸ルート」（1979年）
- そば屋梅吉捕物帳（1979年、12ch）
- Gメン'75（TBS）
  - 第193話「網走刑務所吹雪の大脱走」（1979年）
  - 第317話「女の裏窓 24時間」（1981年） - 機動隊員
- 噂の刑事トミーとマツ 第1シリーズ（TBS）
  - 第8話「きまった! トミーの投げ銭」（1979年） - 北町一夫
  - 第25話「トミーまっ青、マツのお見合い」（1980年）
- 土曜ワイド劇場
  - 「帝銀事件 大量殺人・獄中32年の死刑囚」（1980年）
  - 「法医学教室の事件ファイル 3死斑が2度動く!?」（1995年）
  - 「家政婦は見た! 17」（1999年）
  - 「事件 8姑を殺した女!」（2000年）
- 西部警察シリーズ（ANB）
  - 西部警察 第38話「遥かなる故郷」（1980年） - 医者
  - 西部警察 PART-III
    - 第26話「ぼくらは少年探偵団」（1983年）
    - 第62話「母と子の約束」（1984年） - 医師
- ザ・ハングマン 第4話「辱しめられたキャンパス」（1980年、ABC）
- 天皇の料理番 第19話（最終回）「カツレツとパリ祭」（1980年、TBS） - コック
- 特捜最前線（ANB）
  - 第214話「バラの花殺人事件!」（1981年）
  - 第238話「刑事無情・あいつが愛した悪い女!」（1981年）
  - 第250話「老刑事、赤い風船を追う!」（1982年）
  - 第283話「或る疑惑!」（1982年）
  - 第293話「木枯らしの街で!」（1982年）
  - 第302話「始発電車にあった死体!」（1983年）
  - 第313話「父と子のブルートレイン!」（1983年）
  - 第333話「一円玉の詩!」（1983年）
  - 第369話「兜町・コンピューターよ、演歌を歌え!」（1984年）
  - スペシャル「疑惑のXデー・爆破予告1010!」（1985年）
  - 第451話「暴走・ロード募金殺人行?!」（1986年）
  - 第480話「殺人志願! 少女、18歳の熱い夏」（1986年）
  - 第495話「女子大生就職内定殺人事件!」（1986年）
- 文吾捕物帳 第22話「皆殺しの赤い罠」（1982年、ANB）
- 右門捕物帖 第5話「謀殺・からくり御用帖」（1982年、NTV）
- 事件記者チャボ! 第21話「チャボもビックリ! ツッパリじいさん」（1984年、NTV） - 熊沢 役
- 私鉄沿線97分署（ANB / 国際放映）
- 詩城の旅びと　第1話・第5話（1989年、NHK）
- はぐれ刑事純情派
- さすらい刑事旅情編 最終話「信州雪景色・“汽車”を歌う男」（1989年、ANB）
- 刑事貴族2（1991年、NTV）
- 徳川無頼帳（1992年、TX）
- いつか好きだと言って（1993年、TBS）
- いつも心に太陽を（1994年、TBS）
- はみだし刑事情熱系（1996年）
- ひまわり（1996年）
- 新・半七捕物帳 第6話「女行者」（1997年、NHK） - 重兵衛
- 青い鳥症候群（1999年、ANB）
- ドラマ愛の詩「ズッコケ三人組」（1999年、NHK教育テレビ）
- 夜逃げ屋本舗（1999年）
- バーチャルガール（2000年、NTV）
- 九龍で会いましょう（2002年、ANB）
- 月曜ミステリー劇場「名探偵キャサリン12 坂本龍馬殺人事件」（2002年、TBS） - 香山優
- 美の巨人たち（ドラマパート、2007年、TX） - 大工の親方

### テレビアニメ
1964年
- 0戦はやと（石川八ェ門）

1965年
- 宇宙エース（モンゴメリー博士）

1968年
- 怪物くん（先生）

1969年
- 海底少年マリン（船長）

1971年
- 珍豪ムチャ兵衛

1972年
- アストロガンガー（ワイルドボア）

1973年
- ど根性ガエル（1973年 - 1974年）

1976年
- 母をたずねて三千里

1977年
- あらいぐまラスカル

1978年
- ペリーヌ物語（セバスチャン 他）

1980年
- トム・ソーヤーの冒険（駅馬車の男）
- ドラえもん（社長 他）

1982年
- ゲームセンターあらし（執事）
- まんが 水戸黄門

1987年
- エスパー魔美（大阪の男、大家）
- シティーハンター（執事）

1988年
- 美味しんぼ（1988年 - 1992年、山杉盛二、竹下、島常賀） - 1シリーズ+特別編
- シティーハンター2（神父）

1989年
- 笑ゥせぇるすまん（佐保民夫）
- 青いブリンク

1990年
- 八百八町表裏 化粧師（篠原屋、平田屋）

1993年
- クレヨンしんちゃん（社長、カスカベ書店チェーン本部の視察官）
- 忍たま乱太郎（新出茂橋郎）

1995年
- 新世紀エヴァンゲリオン（教授）

1996年
- ゲゲゲの鬼太郎（第4作）（万年竹）

1999年
- 週刊ストーリーランド（セーラの父）

### 劇場アニメ
- おじさん改造講座（1990年、木村）

### OVA
- 暗黒神話（1990年、泥粋[1]）

### 特撮
1968年
- マイティジャック（Q科学者の声、潜水艦艦長の声、Qのボスの声）

1971年
- 好き! すき!! 魔女先生（八百屋）

1972年
- 人造人間キカイダー（宝石店店長、ダーク科学者）

1974年
- イナズマン（キリバンバラの声）
- イナズマンF（バーナーデスパーの声）
- 電人ザボーガー（医師）
- 飛び出す立体映画 イナズマン（再生カゼバンバラの声、再生ツチバンバラの声、再生タケバンバラの声）

1979年
- スパイダーマン（刑事）

1982年
- 宇宙刑事ギャバン（コンドルモンスターの声、カエンザルモンスターの声、ニジチョウモンスターの声）

1983年
- 科学戦隊ダイナマン（医師）

1984年
- 宇宙刑事シャリバン（魔怪獣ケンキャクビーストの声）
- 宇宙刑事シャイダー（不思議獣ムジムジの声、不思議獣カリカリの声）

1985年
- 勝手に!カミタマン（モヤシそばの声）
- 巨獣特捜ジャスピオン（木の精 / 巨獣キダマーの声）

1988年
- 仮面ライダーBLACK 第28話、第30話（イカ怪人の声）
- 世界忍者戦ジライヤ　第10話（露天商）

1989年
- 機動刑事ジバン（ブビの声〈2代目〉）
- 高速戦隊ターボレンジャー（ユーレイボーマの声）

1990年
- 地球戦隊ファイブマン（コウモルギンの声、カマキラーギンの声、ゴリワシギンの声）
- 特警ウインスペクター（アパートの管理人）

1991年
- 特救指令ソルブレイン（熊谷半次）

1992年
- 恐竜戦隊ジュウレンジャー（プリプリカンの声）

1993年
- 五星戦隊ダイレンジャー（豆腐仙人の声、大筒軍曹の声）

1996年
- 超光戦士シャンゼリオン

1998年
- テツワン探偵ロボタック（長老の声）

1999年
- ウルトラマンガイア（竹中徳造）
- 燃えろ!!ロボコン（町会長）

2000年
- 未来戦隊タイムレンジャー（店主）

### 吹き替え
- 刑事コロンボ 白鳥の歌（J・J・ストリンガー：ソレル・ブーク）
- ジェシカおばさんの事件簿（ティリー）
- 十二人の怒れる男（守衛）※テレビ朝日版
- タンタンの冒険
- ジョーズ・アパートメント
- ポリス・ストーリー2/九龍の眼